# Maarke
Maarke is een dorp in de Belgische provincie Oost-Vlaanderen. Het maakt samen met Kerkem deel uit van Maarke-Kerkem, een deelgemeente van de gemeente Maarkedal. Maarke ligt in de Vlaamse Ardennen, aan de Maarkebeek.

## Geschiedenis
De plaats werd reeds vermeld in een 864, in een Latijnse tekst als "villa qui dicitur Marka". Het dorp werd in 1063 vermeld als Marca. Dit hydroniem zou "de moerassige" betekenen. Reeds in de 11e-12e eeuw zou er een kerkje gestaan hebben. In 1129 verkreeg de benedictijner abdij van Liessies het patronaatschap van de parochiekerk.
In 1820 werd het dorp samengevoegd met Kerkem tot Maarke-Kerkem. In 1977 werd dit een deel van de fusiegemeente Maarkedal.

## Bezienswaardigheden
- De Sint-Eligiuskerk dateert grotendeels uit 1775. De kerk werd toen opgetrokken naast de gotische toren van de oude kerk. Deze oude kerk zou reeds uit de 12e eeuw dateren.
- De Sint-Vincentiuskapel op de Kapelleberg zou ook uit de 12e eeuw dateren. De oudste vermeldingen gaan terug tot de tweede helft van de 16e eeuw. De eenbeukige kapel werd als bedevaartsoord gebruikt.
- De Ter Borgtmolen, een watermolen
- De Romansmolen, een watermolen
- Het Stampkot, een watermolenruïne

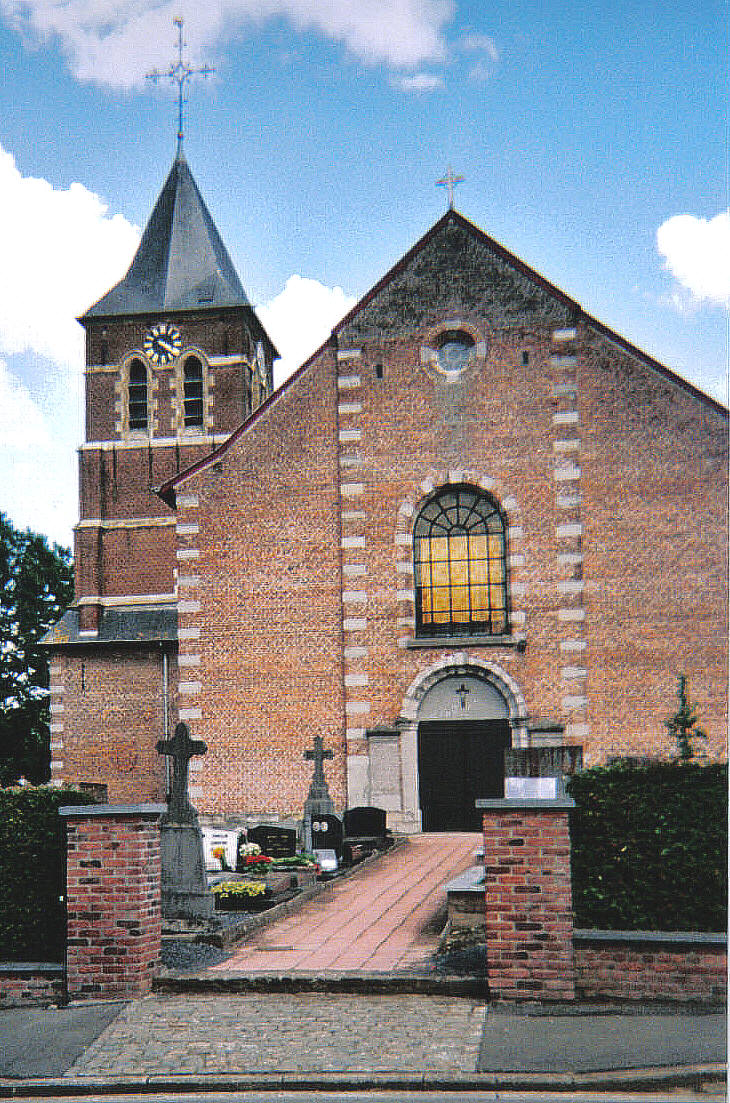
Sint-Eligiuskerk
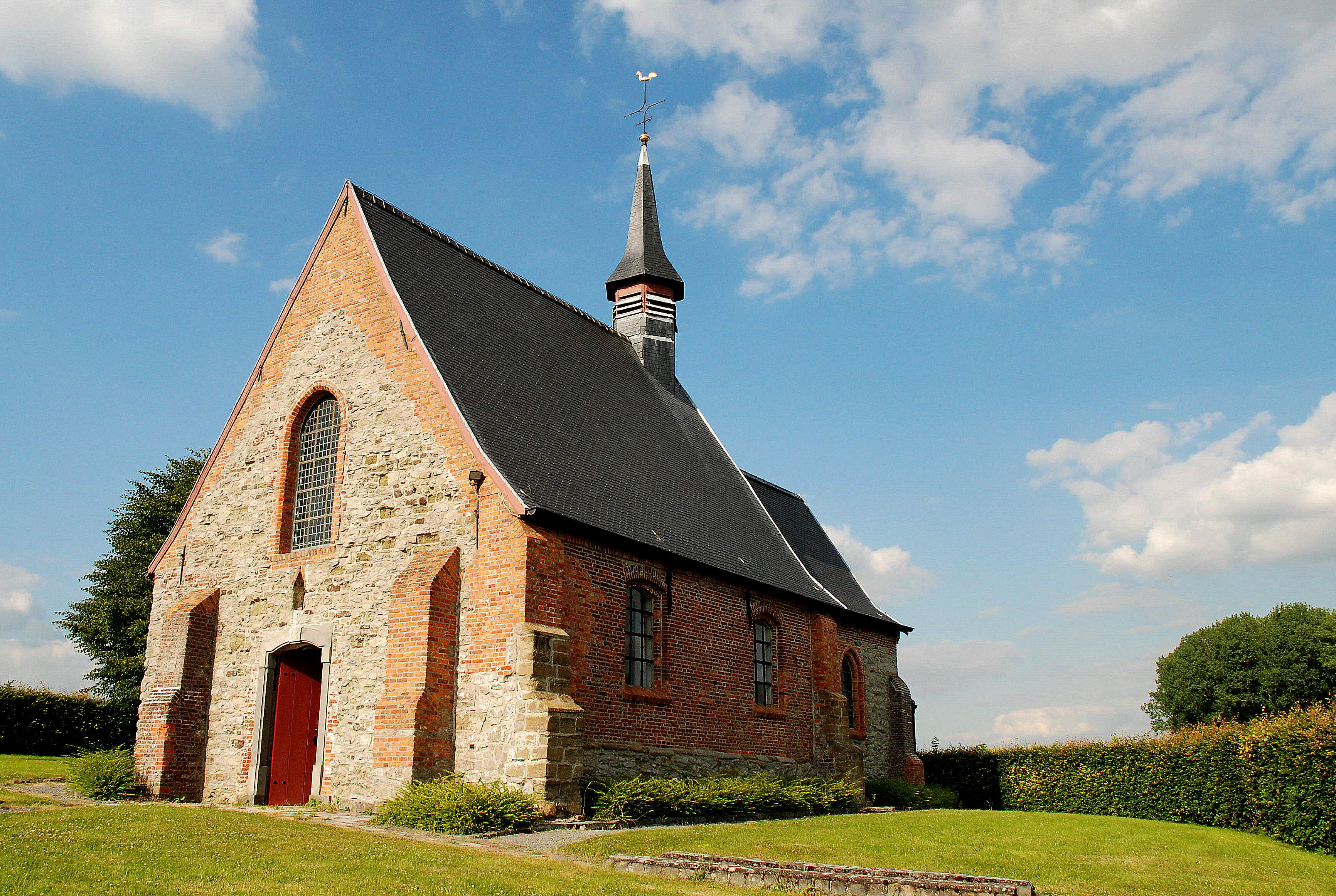
Sint-Vincentiuskapel
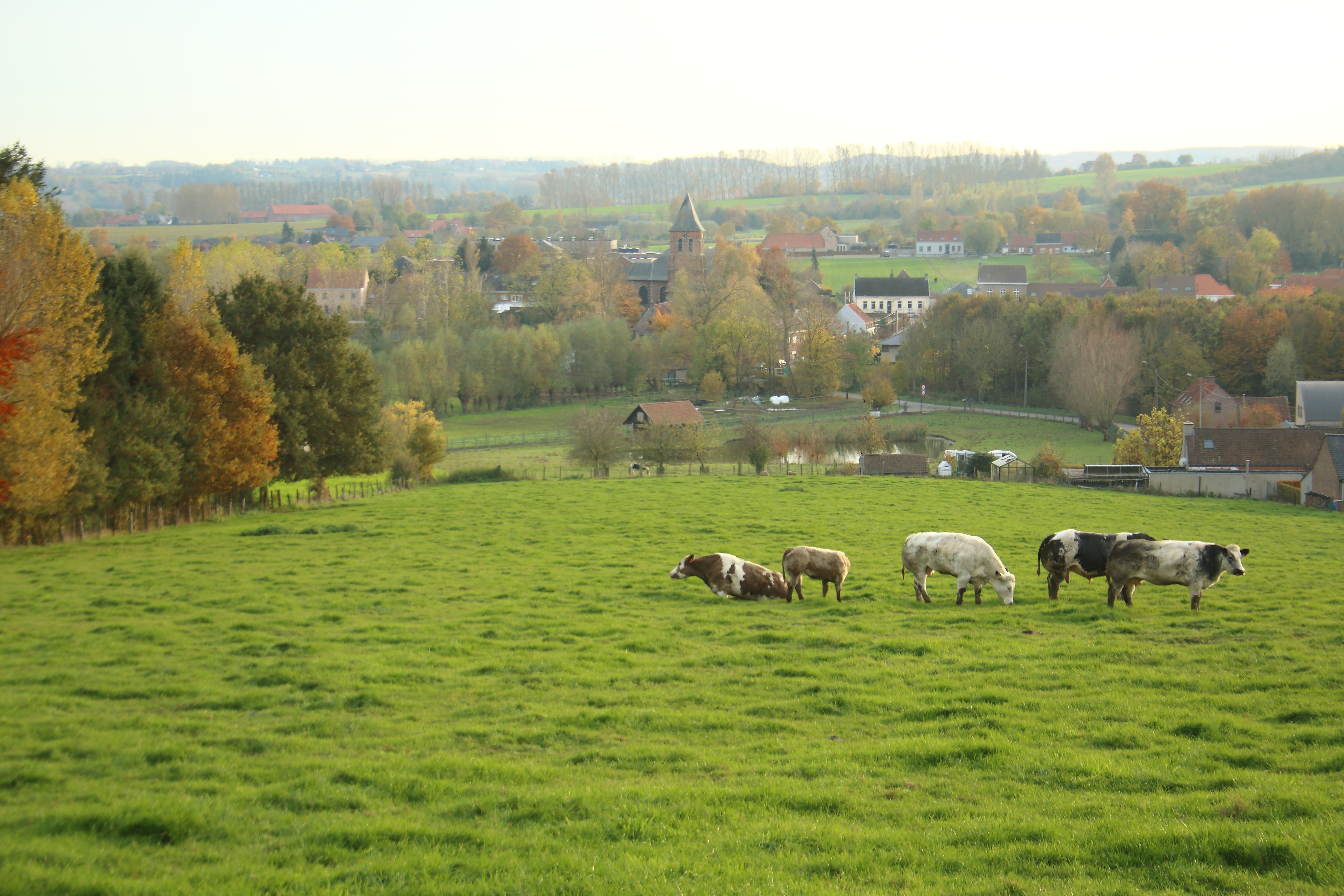
Uitzicht over Maarke vanop de Kapelleberg

## Natuur en landschap
Maarke ligt in de Vlaamse Ardennen op een hoogte van 32 meter, in de vallei van de Maarkebeek. Zowel in het noorden als in het zuiden liggen heuvels tot 96 meter hoogte. 

## Nabijgelegen kernen
Kerkem, Schorisse, Volkegem, Etikhove